# L.A. Noire
L.A. Noire (pronunciat /ˈnwɑr/) és un videojoc de detectius neo-noir desenvolupat per Team Bondi i publicat per Rockstar Games per la PlayStation 3 i Xbox 360 el 17 de maig de 2011; posteriorment es va publicar una versió per a Microsoft Windows el 8 de novembre de 2011. L.A. Noire se situa en un "Los Angeles" perfectament recreat virtualment a finals dels anys 1940, i tracta de resoldre una sèrie d'assassinats controlant un agent de la Los Angeles Police Department (LAPD). Els casos es realitzen a través de cinc divisions de la policia. Els jugadors han d'investigar l'escena del crim a la recerca de pistes, seguiment de testimonis potencials, i interrogar els sospitosos, i l'èxit del jugador en aquestes activitats tindran un impacte sobre cada relat.
Com el títol suggereix, el joc es basa en gran manera tant de la trama i els elements estètics del cinema negre - les pel·lícules d'estil dels anys 1940 i 1950 que compartien similars estils visuals i temes com la delinqüència, el sexe i l'ambigüitat moral i que es van filmar sovint en blanc i negre amb poca il·luminació, de baix perfil. El joc utilitza un color distintiu estil en homenatge a l'estil visual del cinema negre. Hi ha referències de la trama dels temes principals de les històries de detectius i mafiosos com The Naked City, Chinatown, Els intocables d'Elliot Ness, The Black Dahlia, i L.A. Confidential.
L.A. Noire és notable per l'ús d'una tecnologia d'anàlisi de profunditat (Depth Analysis) de la recentment desenvolupada MotionScan, mitjançant el qual els actors que representen els personatges del joc van ser registrats per 32 càmeres al seu voltant per captar expressions facials des de tots els angles. La tecnologia és fonamental per la mecànica de la interrogació del joc, ja que els jugadors han d'utilitzar les reaccions dels sospitosos a les preguntes formulades per jutjar si estan mentint. L.A. Noire va ser el primer videojoc exhibit al Tribeca Film Festival. Després de l'alliberament, el joc va rebre excel·lents crítiques pels seus avenços en la narració i la tecnologia d'animació facial. A partir de febrer de 2012, totes dues versions de PC i consoles van vendre gairebé 5 milions de còpies combinades.

## Sistema de joc
El joc combina elements d'investigació —com misteris i crims per resoldre— propis del gènere de les aventures gràfiques, amb seqüències d'acció en tercera persona, com a persecucions i tirotejos. De forma paral·lela a les missions que conformen la trama principal del joc es pot participar en missions secundàries després de rebre un avís de la central de policia. El jugador es pot desplaçar per tota la ciutat a peu i en els vehicles oficials de policia, així com molts altres que haurà de desbloquejar prèviament, o prendre automòbils dels ciutadans per necessitat policial. A diferència d'altres títols de Rockstar, com la sèrie Grand Theft Auto o Red Dead Redemption, l'argument de L.A. Noire segueix una trama molt més lineal que els esmentats anteriorment, en la qual el jugador té certa llibertat per moure's en un entorn obert i analitzar l'escenari dels crims, però no pot crear el caos de forma lliure o matar vianants amb armes o cotxes, ja que el personatge principal és un detectiu de policia. Les armes només es permeten en les situacions d'acció pròpies de les missions.
Durant la trama, el joc segueix una mecànica regular a l'hora de presentar l'acció. El jugador rep les ordres relatives al cas del seu corresponent cap o bé mitjançant un avís per ràdio per presentar-se en el lloc del crim. El personatge principal, Cole Phelps, és acompanyat per un detectiu que se li assigna com a company i que serveix al jugador com a ajuda per obtenir pistes. Phelps pot interactuar amb els elements que componen l'escenari del crim i a mesura que s'apropa a pistes rellevants sonarà una música que indica que existeix un objecte que pot ser examinat. L'únic utensili que pot utilitzar-se durant la investigació és la llibreta d'anotacions on es guarden automàticament totes les pistes, testimoniatges, sospitosos i adreces.
Una de les principals novetats de L.A. Noire és el sistema d'interrogatoris. Phelps, juntament amb del company que li sigui assignat segons el departament en el qual es trobi, es veurà constantment embolicat en interrogatoris als sospitosos o testimonis dels crims, ja sigui en el lloc de l'assassinat, en adreces anotades prèviament o en els despatxos del Departament de Policia de Los Angeles. El jugador disposa sempre de tres opcions quan interroga als personatges dels casos: veritat, dubte i mentida. Totes elles impliquen diferents reaccions i respostes dels interrogats i Phelps no pot rectificar amb les dues primeres. No obstant això, si el jugador tria l'opció «mentida» l'acusat li exigirà una prova, que Phelps trobarà, correcta o incorrectament, en la seva llibreta d'anotacions. Les realistes expressions facials dels interrogats, aconseguides amb la tecnologia MotionScan, són una de les principals característiques de L.A. Noire i el jugador podrà deduir de les seves reaccions si l'acusat menteix o diu la veritat.
Existeix un sistema de puntuació que mesura l'experiència del jugador durant la història. A mesura que Phelps resol casos, soluciona amb èxit els interrogatoris i completa missions principals i secundàries anirà ascendint de rang i obtindrà punts d'intuïció. Aquests punts permeten al jugador l'eliminació d'opcions en els interrogatoris i descobrir les pistes dels escenaris en els quals s'ha produït un assassinat.

## Desenvolupament
Al febrer de 2004, el president de Team Bondi, Brendan McNamara, va assegurar en una entrevista que el projecte estava «finançat completament per Sony Computer Entertainment America. Tenim un ampli i exclusiu acord amb ells». Dos anys més tard, el 2006, Rockstar Games va anunciar el seu compromís de publicar el títol en el qual estava treballant Team Bondi —l'equip del qual estava format per Team Soho, actualment desaparegut, responsable de crear la franquícia de The Getaway. L'equip de Team Bondi es va traslladar a Los Angeles per començar un treball intensiu de recreació de la ciutat i una posterior etapa de documentació bibliogràfica per reflectir el més fidelment possible la ciutat en els anys 1940. En aquesta etapa de documentació, la companyia australiana va treballar amb noms, fotografies i casos policials reals ocorreguts a Los Angeles en l'època en la qual està ambientada la història del videojoc. Per a això es van registrar els arxius de la Universitat de Califòrnia a Los Angeles i la Universitat del Sud de Califòrnia, i van revisar 180 000 fotografies de periòdics de l'època com Los Angeles Times, The Herald Examiner i The Daily News. Per la labor de recreació de la ciutat de Los Angeles es van tenir en compte mapes fets a mà dels anys 1940 per l'Administració del president Franklin D. Roosevelt i imatges aèries de la zona.
El juny de 2007, Take-Two Interactive, el publicador de Rockstar Games, va confirmar que el llançament de la versió per PlayStation 3 es retardava fins a l'any fiscal de 2008, en un comunicat de premsa en relació amb els resultats financers de l'empresa del segon trimestre. No obstant això, durant una conferència d'accionistes, un portaveu de Take-Two va insinuar que el llançament del videojoc s'ampliaria també a la seva versió de Xbox 360 en afirmar que «L.A. Noire està desenvolupant-se per a sistemes de consoles de propera generació». El setembre del mateix any, Take-Two va anunciar que el llançament del videojoc es retardaria fins al seu any fiscal de 2009. L.A. Noire va aparèixer en la portada de març de la revista Game Informer i es va revelar que, definitivament, el videojoc disposaria de la seva versió en Xbox 360. El setembre de 2010 Take-Two va anunciar, en la reunió que va mantenir amb els seus inversors, que el títol sortirà al mercat al llarg de la primera meitat de 2011. Ben Feder, de Take-Two, va reconèixer que l'editora no tenia pressa amb la data de sortida del videojoc i va assegurar que «fent un cop d'ull al competitiu mercat que existeix, no n'hi ha gaires semblants en termes de jugabilitat i de tecnologia. Volem assegurar-nos bé que ho fem de la millor forma possible». L'11 de novembre, Rockstar Games va llançar el primer avanç oficial del videojoc a través de la seva pàgina web i les xarxes socials. En el tràiler es va presentar al personatge principal de la trama, l'agent Cole Phelps, interpretat per Aaron Staton (Mad Men), i altres actors com John Noble (Fringe).
L.A. Noire és un dels primers videojocs en els quals Rockstar Games no va utilitzar el seu motor Rockstar Advanced Game Engine (RAGE), sinó que empra un de propietat de la desenvolupadora australiana Team Bondi. A més, el videojoc utilitza una nova tecnologia anomenada Darksprint que inclou il·luminació global en temps real. Els processos d'enregistrament de diàlegs, animació i actuació es van gravar de manera conjunta, capturant els moviments dels actors —l'actriu australiana Erika Heynatz va ser una de les models que van participar en les captures— de manera similar al procés cinematogràfic, però emprant models 3D totalment animats. Per a això, l'equip de Team Bondi va emprar la nova tecnologia MotionScan, capaç de recollir tots els detalls de les gesticulacions i es van utilitzar trenta-dues càmeres d'alta definició. En total, la companyia va acumular dos-cents terabytes de grandària en captures de moviments. Oliver Bao, de Depth Analysis —filial de Team Bondi—, va assegurar que «tradicionalment, un minut d'animació facial necessita un parell d'animadors al mes. La idea és poder produir en massa. Al voltant de vint minuts de material al dia. Sense artistes per als personatges ni animadors treballant amb mi». L'equip de Team Bondi va treballar amb un guió que va abastar al voltant de dos mil pàgines i va emprar prop de tres-cents actors dirigits per Michael Uppendahl.

### Controvèrsia
Poc després del llançament del videojoc, un grup de ex-treballadors de Team Bondi va publicar un lloc web que contenia noms que havien quedat fora o apareixien incorrectament llistats en els crèdits de L.A. Noire.

## Promoció i llançament

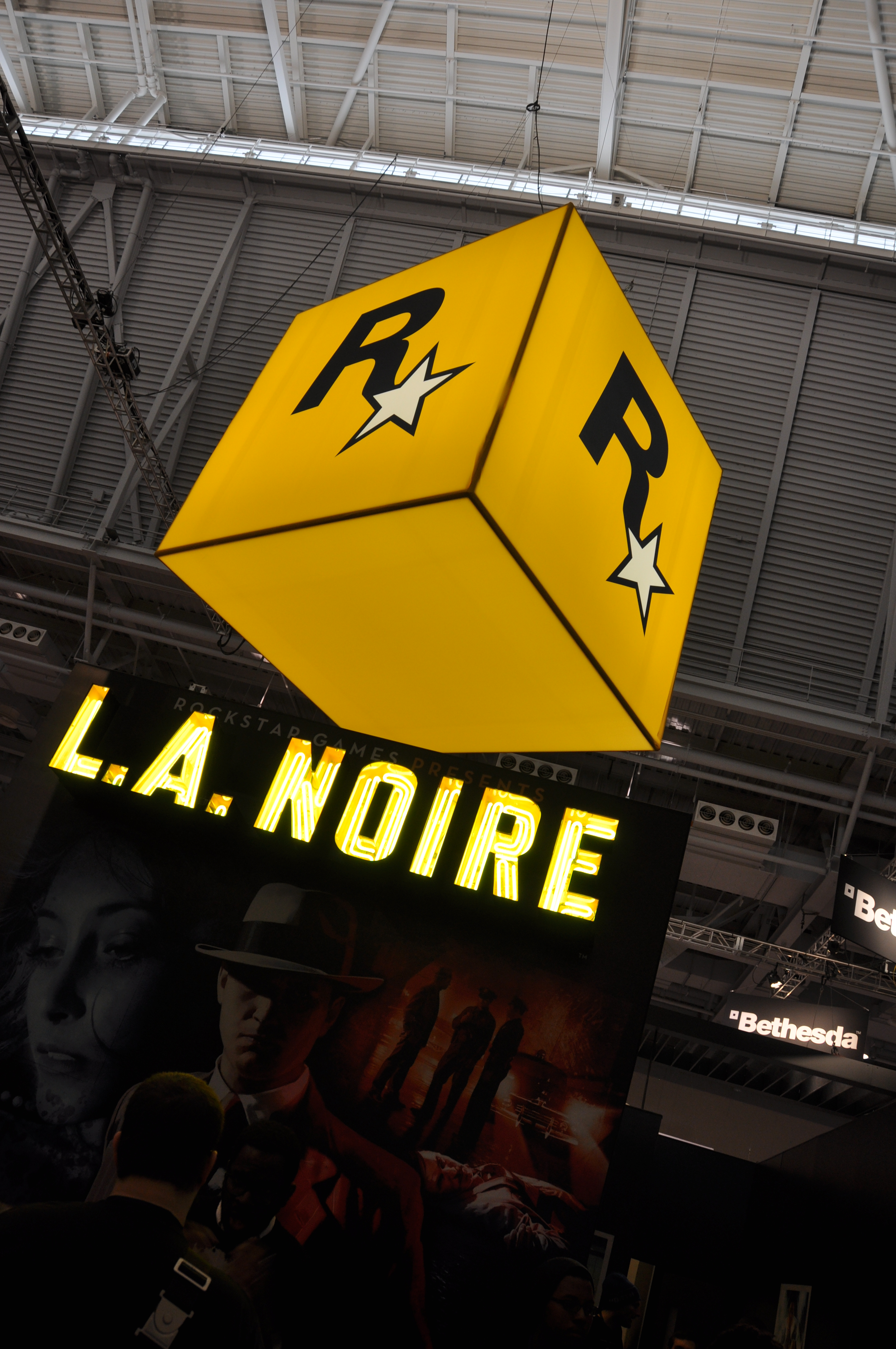
L.A. Noire es va comercialitzar mitjançant tràilers de vídeo i demostracions a la premsa, inclòs a PAX East el 2011.

Al llarg del procés de desenvolupament de L.A. Noire, va discórrer paral·lelament un ampli període de promoció del videojoc. Revistes especialitzades en videojocs com Game Informer, PlayStation, Games T o Hobby Consolas van realitzar extensos reportatges sobre el joc i van col·locar en la portada de les seves revistes les seves primícies sobre L.A. Noire.
El novembre de 2010, Rockstar Games va estrenar el primer tràiler oficial del videojoc en el seu lloc web, en el qual encara s'anunciava fins al 2011, mentre que el segon va ser estrenat a tot el món el gener de 2011. En aquesta ocasió, i al final de l'avanç, Rockstar desvetllaria la data de llançament pel 17 de maig. Les primeres imatges in-game del joc van veure la llum el febrer de 2011, en un vídeo titulat «Orientation», que va ser estrenat per Rockstar a la seva pàgina web. Per la seva banda, la coberta i el disseny de portada de L.A. Noire per a les seves versions en PlayStation 3 i Xbox 360 van ser presentades oficialment el 23 de febrer.
Igual que va ocórrer anteriorment amb Red Dead Redemption, Rockstar va realitzar un serial de recomanacions de pel·lícules clàssiques del cinema negre per promocionar L.A. Noire. Entre els films que la companyia va escollir per als seus seguidors estan Chinatown, Perversitat o El falcó maltès. El febrer Rockstar va anunciar una sèrie de continguts extra per a tots aquells clients que fessin la seva reserva del videojoc. Els cinc continguts inclouen casos policials no inclosos en el videojoc i nous vestits que proporcionen habilitats addicionals al personatge.
El maig de 2011, Rockstar Games va anunciar el llançament, juntament amb l'editora Mulholland Books, una sèrie de novel·les digitals curtes inspirades en L.A. Noire. Aquesta saga, titulada L.A. Noire: The Collected Stories, està composta per vuit novel·les curtes basades en personatges i casos del videojoc, i van ser publicades el 6 de juny. Des del lloc web de Rockstar es va oferir una mostra gratuïta del primer lliurament de la sèrie, The Girl, escrita per Megan Abbott.
El setembre d'aquest mateix any, Rockstar va anunciar la versió per a Microsoft Windows de L.A. Noire, titulada The Complete Edition, la qual incorpora tots els DLC anteriorment llançats en videoconsoles. Algunes millores per a aquesta versió inclouen l'adaptació a teclat i ratolí, funció per a gamepad, gràfics i suport estereoscòpic 3D. Finalment, aquesta edició va ser llançada el 8 de novembre a l'Amèrica del Nord i l'11 de novembre a nivell internacional. L'octubre de 2011, Rockstar va anunciar que aquesta mateixa edició estaria disponible per a consoles una setmana després que el llançament per a PC: el 15 i 18 de novembre a Amèrica del Nord i a nivell internacional, respectivament.
El febrer de 2012, Rockstar va publicar un pegat que afegeix suport per a DirectX 11.

### Continguts descarregables
El febrer de 2011, Rockstar va anunciar una sèrie de continguts descarregables (DLC) per a L.A. Noire. El DLC constava de dues noves missions: «La ciutat nua», on s'investiga l'assassinat d'una model, i «El Lapsus», un cas de tràfic; el vestit de detectiu «The Broderick» juntament amb una pistola exclusiva i el vestit de detectiu «The Sharpshooter» i una pistola de níquel. A més, també es va presentar el desafiament «Recerca de Plaques», que atorga al jugador un nou vestit, munició i punts d'experiència.
Aquests continguts van ser llançats el 31 de maig, data en la qual la companyia va donar a conèixer el Rockstar Pass, el nou mètode de compra i reserva dels DLC de L.A. Noire per a Amèrica del Nord i Europa que es podia adquirir per 10 a la PlayStation Store o 800 Microsoft Points en el Xbox Games Store en un temps limitat. El Rockstar Pass permetia a l'usuari adquirir els dos nous DLC del joc, «Galvanitzacions Nicholson» i «Un munt d'herba», que van ser llançats el 21 de juny i el 12 de juliol, respectivament.

### Llançaments posteriors
Rockstar Games va llançar al 2017 una versió per a les consoles PlayStation 4, Xbox One, Nintendo Switch i HTC Vive amb una millora gràfica i tots els DLC's inclosos.

## Recepció
Durant el dia de llançament del videojoc als Estats Units, les accions de Take-Two Interactive, la propietària de Rockstar Games, van tancar amb un increment del 7,75% i va arribar a aconseguir un màxim del 17,75%, la qual cosa va convertir aquests resultats en els millors de la companyia en els últims tres anys. Aquest ascens va ser atribuït a les crítiques positives que havia estat rebent L.A. Noire en les últimes setmanes. Segons NPD Group, va ser el més venut als Estats Units el maig de 2011, amb 899 000 còpies. El videojoc va entrar directament al número u de les llistes de vendes britàniques de videojocs i es va convertir en el producte de propietat intel·lectual que majors vendes va aconseguir en el seu primer dia al mercat en el Regne Unit. El joc va debutar al Japó en la setmana del 4 de juliol i va aconseguir més de setanta mil unitats venudes. El febrer de 2012, L.A. Noire va vendre gairebé cinc milions de còpies.
Les primeres crítiques de la premsa especialitzada van ser positives. IGN va atorgar al joc un 8,5 sobre 10, destacant que «L.A. Noire pot no tenir el pes emocional d'un joc com Heavy Rain, però és quelcom que tots haurien de provar. Arriba molt alt en posseir una brillant i nova forma de narració». Carolyn Petit de GameSpot va concedir un 9 sobre 10, assegurant que les «absorbents investigacions de L.A. Noire i l'embriagador sentit de l'estil el fan un viatge inoblidable per la sòrdida part de la ciutat de Los Angeles». No obstant això va assegurar que les primeres investigacions són «massa limitades» i algunes persecucions i tirotejos resultaven «artificials». La revista Game Informer va ser una de les primeres publicacions a analitzar el videojoc i la seva puntuació va ser de 8,8 sobre 10. Matt Helgeson va finalitzar la seva crítica manifestant que «per moments, L.A. Noire és una de les experiències més viscudes i enganxants que he tingut. En altres ocasions, pot arribar a ser molt avorrit. Igual que en la ficció de cinema negre, la veritat jeu entre l'àrea grisa d'aquests dos extrems».
Will Herring de GamePro va donar a L.A. Noire un 10, la màxima nota, i va concloure que «aquesta estel·lar història de detectius de Team Bondi i Rockstar en un gran pas avanci en l'evolució del gènere de les aventures en HD». Herring va assegurar que la tecnologia facial dels personatges gràcies al MotionScan i el guió fan «una de les actuacions més convincents que vaig veure mai en un videojoc». Neon Kelly, de VideoGamer va qualificar també amb un 10 a L.A. Noire i va assenyalar que «fins i tot sense la possibilitat de finals alternatius, i algunes converses repetitives i sense rumb, probablement voldràs veure-ho tot un cop més». La mateixa nota va concedir Adam Sessler de G4tv i va reconèixer que «L.A. Noire transcendeix els gèneres i les expectatives del que pot ser un joc, i llança un encanteri del qual no m'he recuperat encara».
Edge va elogiar la seva tecnologia facial i va assenyalar el fet que Team Bondi hagi reunit una gamma tan àmplia de gèneres de videojoc, de forma elegant i coherent, era un assoliment que pocs desenvolupadors havien aconseguit. Joystiq va donar al joc una puntuació de 9 sobre 10 i va indicar que «L.A. Noire pot no sempre ser "divertit" en el sentit tradicional, i el resultat d'aquesta aspiració és quelcom que ningú que es preocupi pels videojocs hagués de passar per alt».
La premsa especialitzada en castellà va oferir bones crítiques al videojoc de Rockstar. El portal espanyol Meristation va puntuar a L.A. Noire amb un 9,5 sobre 10, explicant que «pot decebre els qui esperessin un GTA, però és que no ho és ni ho pretén». Va elogiar la riquesa de personatges, la cuidada recreació de la ciutat, els interrogatoris i la tecnologia facial; mentre que va assenyalar el sistema de combat com un dels principals defectes. La web JuegosDB va concedir un 9,6 sobre 10 i va revelar que «L.A. Noire és un imprescindible per a qualsevol amant dels videojocs. La seva importància dins del sector queda demostrada i la seva originalitat en diferents punts, tant jugables com visuals, converteixen el títol en ferm candidat al joc de l'any».
El videojoc també ha gaudit de l'aplaudiment de la premsa convencional. El diari britànic The Guardian va assegurar que L.A. Noire és «el primer títol que no et recorda que estàs en un videojoc, sinó que estàs fent una passejada en una pel·lícula o en una sèrie de televisió». The New York Times recull les diferències entre la versió de PlayStation 3, consola en la qual va ser originalment desenvolupat i que es presenta en un disc de Blu-ray, i la de Xbox 360, que necessita tres discos. A més, col·loca el joc entre Red Dead Redemption i Heavy Rain, afirmant que, «la qual cosa té en comú amb ells és que està basat i reflecteix visions del món real». Per la seva banda, The Telegraph va assenyalar com a «brillants» la història, l'actuació dels personatges i els diàlegs. Va concedir un 9 sobre 10 com a nota final al joc.
Malgrat la bona recepció crítica en general, alguns crítics van reflexionar que el joc tenia massa redundàncies en els casos i deixava molt poc control per al jugador, el que conduïa a L.A. Noire a ser avorrit. Encara que el lloc web 1up.com li va donar una puntuació perfecta, també va advertir que les extenses cinemàtiques del joc podien fer que alguns jugadors sentissin perdre el control de l'acció. El bloc espanyol El Píxel Ilustre va ser molt menys positiu amb el videojoc i li va adjudicar un 4 sobre 10. La seva anàlisi es va basar en la linialitat i poca dificultat que posseïen els interrogatoris i la investigació. Acaba concloent que les característiques positives de L.A. Noire, així com les animacions facials i la banda sonora, són brillants, «però no deixa de ser un preciós i caríssim accessori en un cos que senzillament no sap lluir-los».
Poc després del seu llançament, una minoria de jugadors, tant de Xbox 360 com PlayStation 3, van experimentar congelament del joc a causa d'un sobreescalfament de les consoles. Després d'haver jutjat que el problema es devia a l'última actualització de firmware en PS3, Rockstar més tard va reconèixer el problema. En una declaració posterior, Sony i Rockstar van aclarir conjuntament que el problema no va ser causat per l'actualització de PlayStation 3, ni pel videojoc. En una publicació feta l'endemà, la distribuïdora va reiterar que ni la videoconsola ni el joc tenien la culpa. Així mateix, va indicar que els consells per solucionar problemes amb el videojoc que estaven en el seu lloc web van ser «recollits per alguns mitjans de comunicació com una "història", informant que L.A. Noire estava causant problemes a consoles; la qual cosa és categòricament fals».

## Per a més informació
- Buntin, John. L.A. Noir: The Struggle for the Soul of America's Most Seductive City.  Nova York: Harmony Books, 2009. ISBN 9780307352071. OCLC 431334523 [Consulta: 8 octubre 2014].